# NB Comandante Varella (H-18)

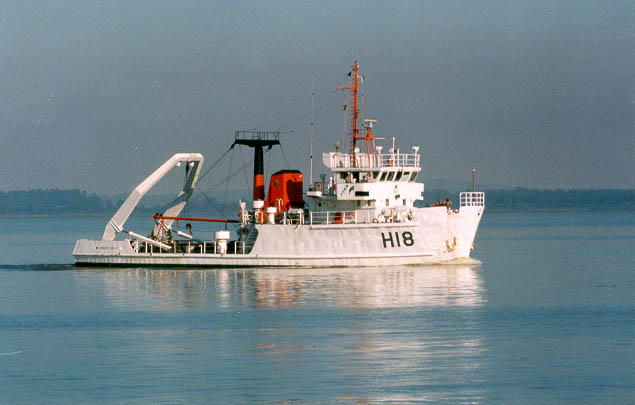
NB Comandante Varella (H-18) navegando no litoral brasileiro.

O NB Comandante Varella (H-18) é uma Navio-balizador da Marinha do Brasil. Esta é a primeira de uma serie de quatro unidades da mesma classe.

## Origem do nome
O NB Comandante Varella é o primeiro navio na Marinha do Brasil a ostentar esse nome. É uma homenagem ao Capitão-de-Fragata Arnaldo da Costa Varella e hidrógrafo, falecido quando em serviço  a bordo do NHi Canopus (H-22) no ano de 1963.
Navega sob o lema: "Balizar é fundamental, pois navegar é preciso" é também conhecido como "Águia dos Mares do Sul".

## Missão
Afeto à Diretoria de Hidrografia e Navegação da Marinha do Brasil, passou a ser subordinado ao Centro de Sinalização Náutica Almirante Morais Rego (CAMR), operando no Rio de Janeiro. Tendo a sua subordinação transferida em 1986 para o 5º Distrito Naval, operando a partir de Rio Grande, no Rio Grande do Sul. Atua na  manutenção e inspeção do balizamento marítimo e o reabastecimento dos faróis.
Foi construído pelo pelo Arsenal de Marinha do Rio de Janeiro AMRJ ,na Ilha das Cobras, Rio de Janeiro:
- Batimento de Quilha: 1º de agosto de 1978
- Lançamento: 18 de setembro de 1981
- Incorporação: 20 de maio de 1982

## Características
- Deslocamento :300 ton (padrão), 420 ton (carregado)
- Dimensões : 37,51 m de comprimento, 8,83 m de boca, 3,50 m de pontal e 2,56 m de calado.
- Tripulação: 22 homens (2 oficiais)
- Propulsão: 2 motores diesel  Volvo Penta modelo D16 com 650 hp cada
- Velocidade (nós): máxima de 10 nós e sustentada de 8 nós.
- Raio de Ação: 2.880 milhas náuticas.
- Combustível: 85 tons
- Eletricidade: 3 motores MWM modelo D232-V8  e 3 geradores Negrini de 440V.
- Armamento: nenhum.
- Equipamentos:

1 pórtico de popa com capacidade de 10 tons;
1 pau de carga com capacidade de 4 tons.